# Pratt & Whitney Stadium at Rentschler Field
El Estadio Pratt & Whitney en Rentschler Field es un estadio de East Hartford, Connecticut, utilizado principalmente para fútbol americano, lacrosse, fútbol y rugby. Es el campo de juego de los Huskies de la Universidad de Connecticut (UConn) . También ha albergado al equipo de Connecticut Underground de la Freedom Football League. En el otoño de 2010, fue el estadio de los Hartford Colonials de la United Football League. Fue inaugurado en 2003, siendo utilizado principalmente como primer estadio de la División IA de la NCAA. Tiene una capacidad para 40 000 personas, con 38 066 asientos permanentes y un área para espectadores de pie de 1934 personas. También tiene la capacidad de agregar aproximadamente 2000 asientos temporales, como lo hizo para el partido de fútbol americano entre UConn y Michigan en 2013. Connecticut antes de 2003 jugaba en el Memorial Stadium en Storrs.

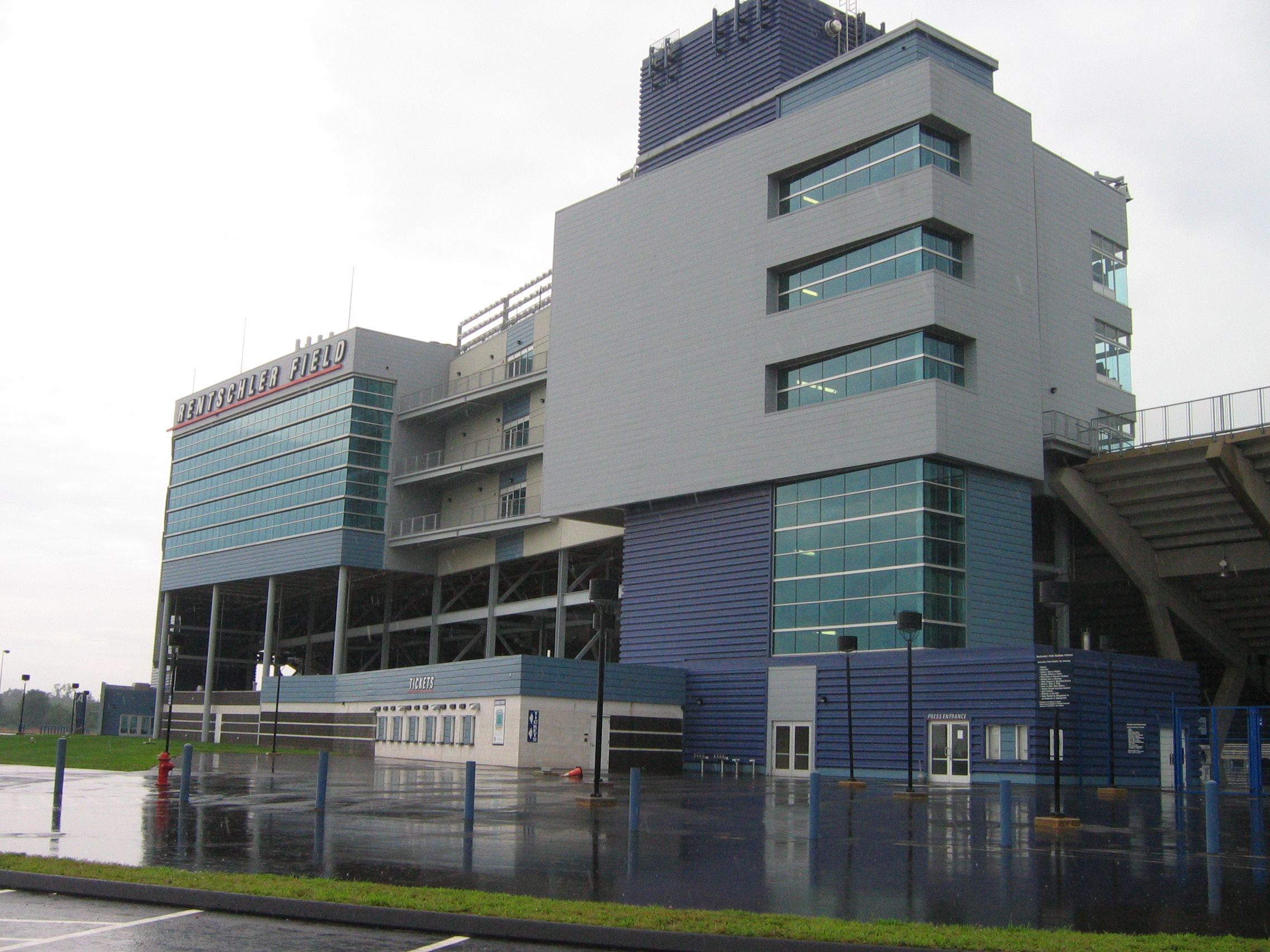
Edificio de cabinas de transmisión y servicios en el Rentschler Field

Rentschler Field era originalmente el nombre del aeródromo de la compañía de Pratt & Whitney que anteriormente ocupaba el sitio. El aeródromo, que comenzó a operar en 1931, recibió su nombre de Frederick Rentschler, fundador de Pratt & Whitney en 1925 y también creador de la empresa matriz, United Technologies. Originalmente se utilizó para vuelos de prueba y operaciones de mantenimiento, y más tarde para la aviación corporativa. Las instalaciones de la compañía, que ocupaban un área de 30 hectáreas fueron desmantelados como aeropuerto en la década de 1990, y el predio fue donado al estado de Connecticut por United Technologies en 1999. Gracias a un contrato de arrendamiento con el estado, UConn juega todos sus partidos de fútbol americano  como locatario en Rentschler Field.
En el estadio ha jugado la selección nacional de fútbol de Estados Unidos en diversas oportunidades, incluyendo el partido de despedida del jugador Landon Donovan, así como partidos del equipo de fútbol Hartford Athletic que juega en la segunda división del fútbol estadounidense (USL Championship).
El estadio también es utilizado para conciertos, siendo el primero de ellos el brindado por Bruce Springsteen el 16 de septiembre de 2003.